# اليود (بلدية أسبانية)
اليهود أو (نقحرة: اليود) (بالأسبانية: Aliud) هي بلدية تقع في مقاطعة شورية، قشتالة وليون، إسبانيا. وفقاً لتعداد 2004 (المعهد الوطني للإحصاء)، بلغ عدد سكانها 31 نسمة.